# Expreso de agua santa
Expreso de agua santa es el tercer disco solista de Edelmiro Molinari, lanzado en el año 2006. Acompañado por Daniel Maza en bajo y Sebastián Peyceré en batería, junto a músicos invitados como Carca, el álbum incluyó temas nuevos y reversiones de sus clásicos.

## Lista de temas
1. Teta de amor
2. Sílbame oh cabeza
3. Para Jidu
4. Mestizo
5. El vuelo 144
6. Amantes solitarios
7. Hace casi 2000 años
8. Atemporal
9. Color humano
10. Cosas rústicas
11. Late late chocolate
12. Dame dame damelo

- Datos: Q5853545